# Урречу
Урречу, Вільярреаль-де-Урречуа (баск. Urretxu (офіційна назва), ісп. Villarreal de Urrechua) — муніципалітет в Іспанії, у складі автономної спільноти Країна Басків, у провінції Гіпускоа. Населення — 6912 осіб (2009).
Муніципалітет розташований на відстані близько 320 км на північ від Мадрида, 36 км на південний захід від Сан-Себастьяна.

## Демографія
Динаміка населення (INE ):

## Галерея зображень

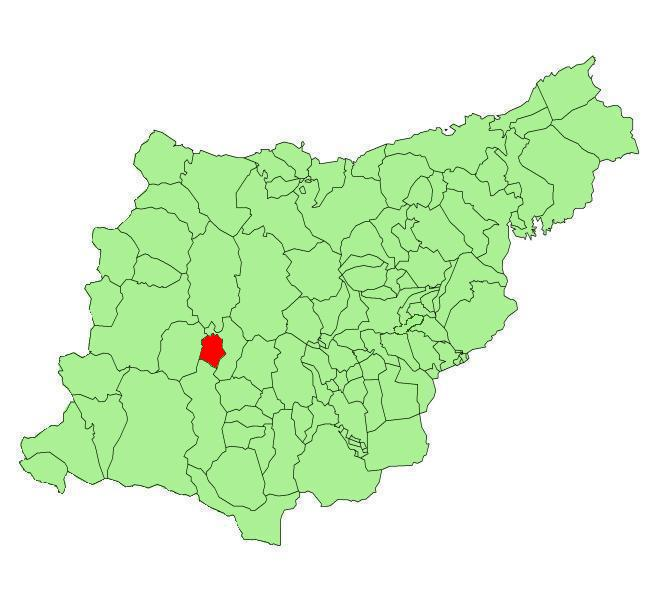
Розташування муніципалітету
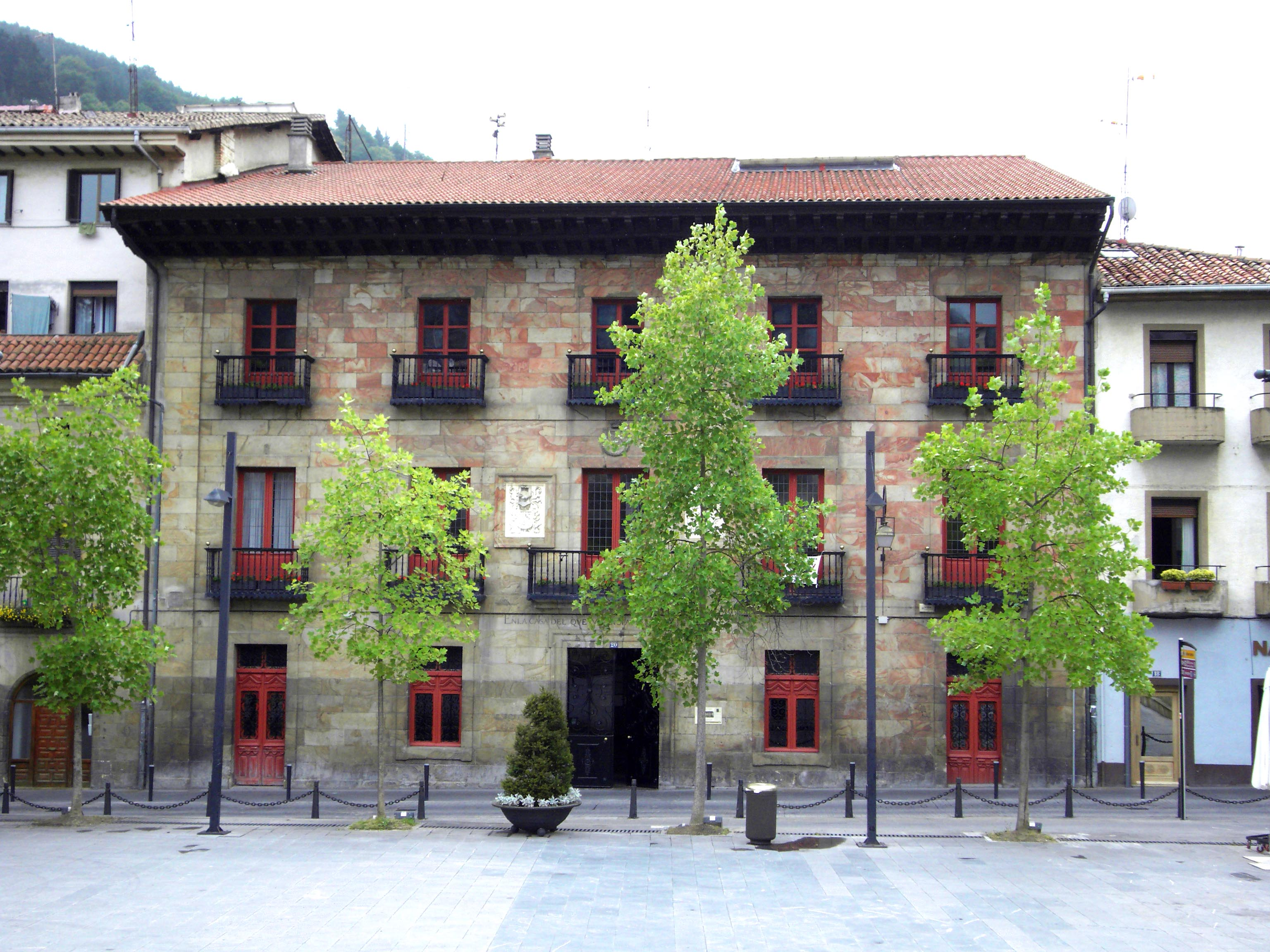
Муніципальна рада